# Étiquette (code)
Pour les articles homonymes, voir Étiquette.
 (octobre 2020).
Si vous disposez d'ouvrages ou d'articles de référence ou si vous connaissez des sites web de qualité traitant du thème abordé ici, merci de compléter l'article en donnant les références utiles à sa vérifiabilité et en les liant à la section « Notes et références ».

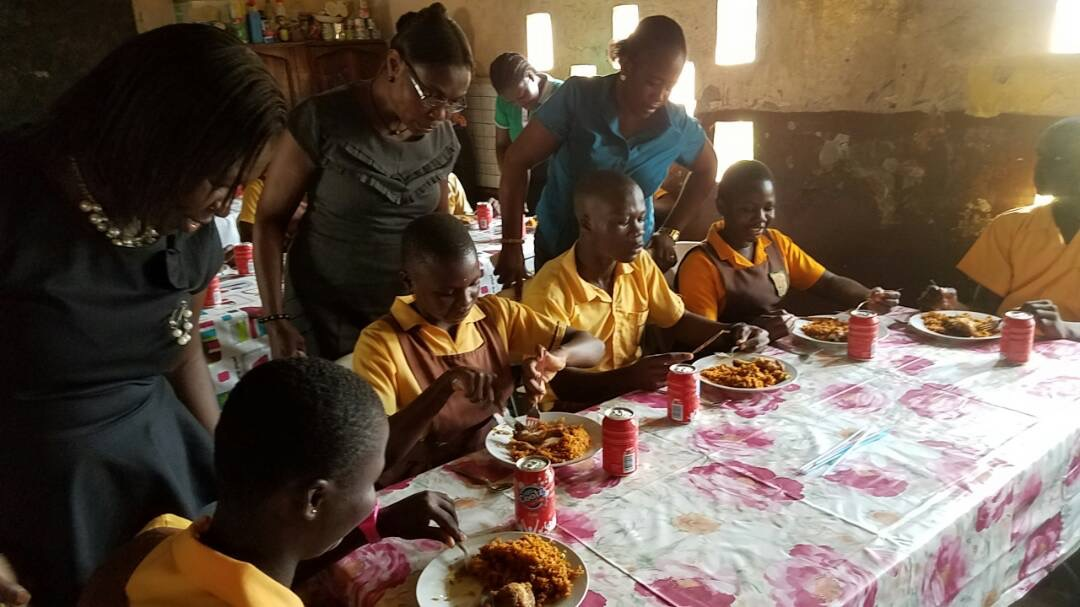
Enseignement du savoir-vivre à table à des étudiants (Ghana).

L’étiquette, aussi appelée bienséance, est un ensemble de règles, de normes sociales, appelées « bonnes manières », qui gouvernent le comportement en société.

## Normes et effets de l'étiquette
L'étiquette gouverne et restreint la manière dont les gens interagissent et sert à exprimer le respect dû à autrui, en vertu des normes sociales.
Dans les pays européens, le respect de l'étiquette implique par exemple :
- de saluer et remercier ses amis et connaissances de manière appropriée, chaleureuse et respectueuse[1],
- de saluer les personnes en les regardant droit dans les yeux, sans détourner son visage.
- d'offrir l'hospitalité équitablement et généreusement à ses invités[2],
- de porter une tenue en adéquation avec la situation[3],
- de contribuer de manière constructive à une conversation en prenant garde de ne point la dominer[4],
- de savoir céder sa place ou offrir son aide à une personne dans le besoin[5],
- de manger proprement et silencieusement[6],
- d'éviter de déranger autrui avec des bruits inutiles[7],
- de savoir respecter et comprendre les règles établies dans un endroit que l'on découvre[réf. nécessaire],
- d'être ponctuel[réf. nécessaire],
- de répondre promptement aux invitations et sollicitations[réf. nécessaire],
- de ne pas quitter le foyer hôte juste après avoir fini de dîner[réf. nécessaire].

Le non-respect de l'étiquette, s'il est grave, peut causer le déshonneur ou, dans un cadre plus privé, mener à un malentendu ou une grande douleur, voire conduire au crime passionnel. Beaucoup d'inimitiés familiales prennent leurs sources dans des violations insignifiantes d'étiquette qui ont dégénéré hors de toutes proportions[réf. nécessaire]. On peut considérer l'étiquette comme la politesse minimale exigée pour éviter les principaux conflits et elle est, en tant que telle, un aspect important de l'éthique sociale.

## Critique

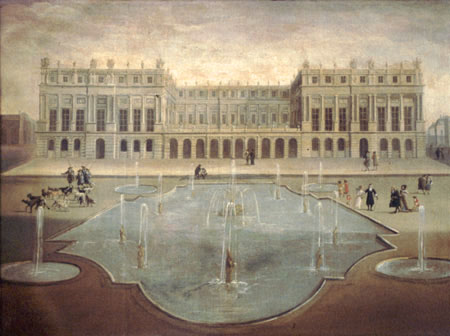
Au château de Versailles, le roi Louis XIV a utilisé une « étiquette » compliquée pour gérer et contrôler ses courtisans et leur politique.

La notion d'étiquette, étant d'origine française et résultant des pratiques à la cour de Louis XIV, est parfois dépréciée sous prétexte qu'elle paraît démodée et élitiste. Les États de France, almanach officiel de la cour de Versailles, codifiaient le rôle de chaque courtisan et réglaient la vie quotidienne de la cour de France du lever au coucher du Roi.

## Dans le monde

### Renaissance
L'humaniste Érasme propose des règles de civilité dans son ouvrage De la Civilité puérile (ou De Civilitate morum puerilium) (Fribourg, 1530) et dans son traité de l'éducation précoce et libérale des enfants (ou declamation de pueris statim ac liberaliter instituendis). Elles sont destinées à tous indifféremment de la classe sociale. Ces documents sont marquants d'abord en ce qu'ils rompent avec la tradition des règles de civilité par le type d'explication et d'interprétation qu'Érasme en fait et ensuite en ce qu'ils vont grandement inspirer le genre littéraire s'ensuivant, créant de nombreux émules. Philippe Ariès considère ces documents comme marqueurs de l'évolution de la vie privée vers une famille nucléaire individualiste.[réf. souhaitée]

### États-Unis
L'auteur américaine la plus reconnue en matière d'étiquette est Emily Post[réf. nécessaire].

### France
En France, sous l'Ancien Régime et à partir du règne de François Ier, la vie des courtisans à la cour royale est organisée par des règlements qui assignaient à chacun sa place, ses droits mais aussi ses fonctions de « domestique » de la famille royale.
L'auteur Aliénor de Poitiers fait la relation de ces codes du XVe siècle avec l'ouvrage Les Honneurs de la cour qui traite de l'étiquette de la cour, écrit entre 1484 et 1491.
L'étiquette est renforcée par Henri III et par Louis XIV.
En 1804, à la proclamation du Premier Empire, Napoléon Ier s'entoure d'une cour. L'étiquette est rétablie ; elle adapte alors des usages de la cour royale du XVIIIe siècle à la nouvelle élite issue de la Révolution française.
Au XXe siècle, Nadine de Rothschild est connue pour avoir promu les bonnes manières et le savoir-vivre dans la société mondaine, notamment avec l'art de la table.

### Italie
En Italie, le prélat et littérateur Giovanni Della Casa écrit entre 1551 et 1555 un traité (publié en 1558, après sa mort) dont le titre Galateo overo de' costumi (« Galatée ou la manière de vivre dans le monde ») devient célèbre à tel point qu'en italien galateo signifie « étiquette ».

### Iran
En Iran, le taarof désigne une forme de courtoisie qui englobe un éventail de comportements sociaux et de règles d'hospitalité.

### Japon
Au Japon, le rei (礼) est un code de courtoisie et de bienveillance dont le but est d'établir une hiérarchie et ainsi de donner une place à chaque membre de la société afin d'établir une paix sociale. C'est une des vertus principales du budo et précédemment du bushido. Les bases de ces règles sont dérivées surtout du confucianisme.

## Dans les arts
Dans l'histoire de la littérature, le terme « bienséances » est la clé de la théorie littéraire classique et de la vie sociale du XVIIe siècle. Le terme indique ce qu'il convient de dire et de faire dans une circonstance donnée, avoir les manières bonnes et bon goût.
On peut notamment citer les œuvres de la comtesse de Ségur, qui met en exergue les bonnes manières.

## Dans le monde de l'entreprise et du commerce
Dans sa traduction de La Mise en scène de la vie quotidienne, Alain Accardo a choisi le terme de « bienséance » pour désigner l'attitude d'une ou plusieurs personnes qui se trouvent en contact avec d'autres mais sans être en conversation avec elles. Souvent nous cherchons à nous comporter correctement relativement au lieu où nous sommes, comportement visible par les personnes qui y sont présentes, mais non adressé directement à elles. Les rapports directs que nous pourrions avoir avec ces autres, relativement au lieu où nous sommes, sont appelés « politesse ». Cette bienséance se répartit en normes morales, qui définissent le respect pour autrui ou pour le lieu, et en normes instrumentales, qui renvoient à des devoirs. Par exemple une norme instrumentale est qu'un employeur attend de ses employés une certaine cadence de travail ; il est bienséant que les employés maintiennent l'apparence de cette cadence, même s'ils ne font rien. La politesse concerne la manière de faire, c'est une interaction souvent limitée à quelques personnes, alors que la bienséance concerne l'apparence générale et concerne l'ensemble des activités et comportements que l'on peut avoir dans un lieu.
Les normes de la bienséance au travail forment une étiquette difficile à découvrir parce que nous les considérons comme allant de soi. Elles sont implicites, paraissent évidentes. Il faut un accident ou un imprévu pour les remarquer. Par exemple il existe de nombreuses conventions plus ou moins implicites faisant une place aux conversations personnelles au bureau. Mais ce n'est que si on "tombe" sur un bureau occupé par de nombreux immigrants que l'on s'aperçoit que le tolérable ne l'est plus du tout pour les conversations en langue étrangère. Les normes de la bienséance au travail sont souvent plus exigeantes que partout ailleurs, y compris les lieux de culte. Par exemple, on pourra s'asseoir dans une église, alors qu'une femme n'en aura pas la permission si elle est vendeuse. Alors elle ne devra pas non plus mâcher du chewing-gum, elle devra garder le sourire même si elle ne parle à personne, porter des vêtements saillants.